# Aloe aageodonta
Aloe aageodonta ist eine Pflanzenart der Gattung der Aloen in der Unterfamilie der Affodillgewächse (Asphodeloideae). Das Artepitheton aageodonta leitet sich von den griechischen Worten aages für ‚Hart‘ sowie odontus für ‚Zahn‘ ab.

## Beschreibung

### Vegetative Merkmale
Aloe aageodonta wächst stammbildend und verzweigt von der Basis aus. Der Stamm ist bis zu 1 Meter aufrecht, wird dann mit der Zeit niederliegend und kriechend. Er erreicht dann eine Länge von bis zu 2 Meter und einen Durchmesser von 3 Zentimeter. Die zwölf bis 20 dreieckigen Laubblätter bilden lockere Rosetten. Die Blätter sind auf 20 bis 30 Zentimeter unterhalb der Triebspitze ausdauernd. Die trübgrüne Blattspreite ist 50 Zentimeter lang und 8 Zentimeter breit. Blätter an jungen Trieben sind gefleckt. Die Blattoberfläche ist glatt. Die stechenden, hakigen, braun gespitzten Zähne am Blattrand sind 4 Millimeter lang und stehen 10 bis 15 Millimeter voneinander entfernt. Der gelbe Blattsaft ist trocken braun.

### Blütenstände und Blüten
Der aufrechte Blütenstand besteht aus sechs bis zehn Zweigen und erreicht eine Länge von 70 Zentimeter. Die Trauben bestehen aus 20 bis 40 einseitswendigen Blüten, die an der Basis locker stehen. Die meisten Blüten stehen jedoch näher zur Spitze gedrängt. Die Brakteen weisen eine Länge von 4 bis 6 Millimeter auf. Die gelben oder roten Blüten stehen an 10 bis 13 Millimeter langen Blütenstielen. Die Blüten sind etwa 28 Millimeter lang und an ihrer Basis verschmälert. Auf Höhe des Fruchtknotens weisen die Blüten einen Durchmesser von 7 bis 8 Millimeter auf. Darüber sind sie auf 5 bis 6 Millimeter verengt und schließlich zur Mündung sehr leicht erweitert. Ihre äußeren Perigonblätter sind auf einer Länge von 5 bis 7 Millimetern nicht miteinander verwachsen. Ihre Spitzen sind bis 10 bis 12 Millimeter ausgebreitet. Die Staubblätter und der Griffel ragen 4 bis 7 Millimeter aus der Blüte heraus.

## Systematik und Verbreitung
Aloe aageodonta ist in Kenia in der Provinz Eastern auf felsigen Hügeln in Höhen von 960 bis 1250 Metern verbreitet. Die Art ist nur aus dem Gebiet des Typusfundortes bekannt.
Die Erstbeschreibung durch Leonard Eric Newton wurde 1993 veröffentlicht.

## Nachweise